# Rubha Glas

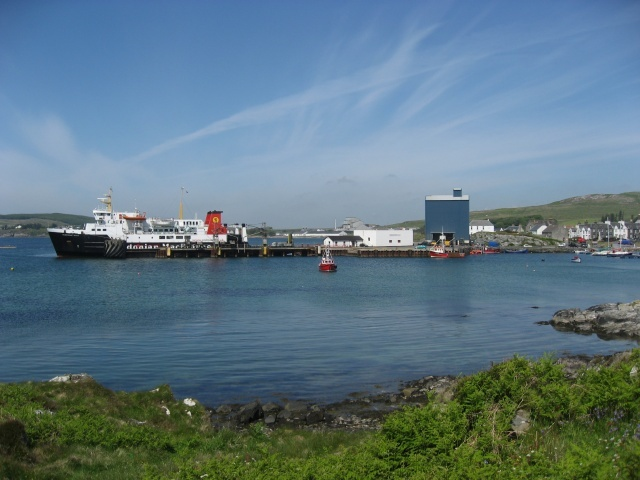
Rubha Glas von Rubha a’ Chuinnlein aus gesehen

Rubha Glas ist ein Kap an der Südküste der schottischen Hebrideninsel Islay. Zusammen mit dem wenige hundert Meter südlich gelegenen Kap Rubha a’ Chuinnlein markiert Rubha Glas die Einfahrt zu der Meeresbucht Loch Leòdamais. Große Teile von Rubha Glas sind mit Gebäuden der 1821 gegründeten Siedlung Port Ellen bebaut. An der Südküste der Landspitze befinden sich zwei Piere aus dem 18. und 19. Jahrhundert. Außerdem ist der betonierte Anleger der Fähre, die Post Ellen mit dem Fährhafen Kennacraig auf der Halbinsel Kintyre verbindet, an der Spitze von Rubha Glas gelegen. Auf Rubha Glas befinden sich mit den Gebäuden der School Street 31–35 eine denkmalgeschützte Wohnhäusergruppe. Das Kap ragt in südsüdwestlicher Richtung weisend etwa 200 m aus der Landmasse der Insel hervor.